# یاکوولف یاک-۵۰
یاکوولف یاک-۵۰ (به انگلیسی: Yakovlev_Yak-50_(1975)) یک هواگرد از نوع هواگرد آموزشی/آکروباتیک ساخت شرکت یاکوولف است. هواگرد یاک-۵۰ نخستین پروازش را در ۲۵ ژوئن ۱۹۷۵ میلادی انجام داد. در مجموع، تعداد ۳۱۴ فروند از این هواگرد ساخته شده‌است.